# Siarhei Novikau
Siarhei Novikau, né le 7 novembre 1989, est un coureur cycliste biélorusse. Il a notamment participé à plusieurs épreuves de la Coupe des Nations Espoirs avec la sélection biélorusse comme le Tour de l'Avenir 2010. Il a également montré à de nombreuses reprises ses qualités dans le contre-le-montre en prenant, à plusieurs reprises, place sur le podium des championnats de Biélorussie du contre-la-montre.

## Palmarès et classements mondiaux

### Palmarès
- 2009
  - 1re étape du Wyscig Dookola Mazowska
  - 3e du championnat de Biélorussie du contre-la-montre
- 2010
  - 3e du championnat de Biélorussie du contre-la-montre
- 2011
  -  Champion de Biélorussie sur route espoirs
  -  Médaillé d'argent au championnat d'Europe sur route espoirs
  - 2e du Grand Prix de Poggiana
  - 3e de la Coppa Colli Briantei Internazionale
  - 3e du Gran Premio Valdaso

### Classements mondiaux
| Année           | 2009 | 2010  | 2011 |
| --------------- | ---- | ----- | ---- |
| UCI Europe Tour | 623e | 1182e | 148e |